# Taleb Moussa
Taleb Moussa (16 d'octubre de 1989), és un jugador d'escacs dels Emirats Àrabs Units, que té el títol de Gran Mestre des de 2008.
A la llista d'Elo de la FIDE del novembre de 2022, hi tenia un Elo de 2406 punts, cosa que en feia el jugador número 3 dels Emirats Àrabs Units. El seu màxim Elo va ser de 2517 punts, a la llista d'octubre de 2014 (posició 84 al rànquing mundial).

## Resultats destacats en competició
El 2003 fou campió dels Emirats Àrabs Units. El 2004 esdevingué el primer jugador dels Emirats Àrabs Units en obtenir el títol de Gran Mestre Internacional.

### Participació en olimpíades d'escacs
Moussa ha participat, representant els Emirats Àrabs Units, en quatre Olimpíades d'escacs entre els anys 1992 i 2000, amb un resultat de (+18 =8 –9), per un 62,9% de la puntuació. El seu millor resultat el va fer a l'Olimpíada del 2000 en puntuar 6 de 7 (+6 =0 -1), amb el 85,7% de la puntuació, amb una performance de 2448, i que li significà aconseguir la medalla d'or individual del tauler reserva.